# Liu Huan
Liu Huan (chin. trad. 劉歡, chin. upr. 刘欢, pinyin Liú Huān; ur. 26 sierpnia 1963 w Tiencinie) – chiński piosenkarz nazywany nieoficjalnie chińskim Królem Popu.
W 1985 ukończył filologię francuską na Uniwersytecie Stosunków Międzynarodowych w Tiencinie. W czasie studiów zwyciężył w konkursie muzycznym, dzięki czemu wyjechał na dwutygodniową wycieczkę do Paryża; na studiach napisał szereg utworów w języku francuskim, a także trenował głos (jest samoukiem). Pierwszy jego oficjalnie wydany utwór to "Sun in Heart", nagrany na potrzeby serialu Snowing City (1987). Utwór "Asking Myself a Thousand Times" znalazł się na ścieżce dźwiękowej do filmu The Water Margin (1997). Wraz z Wei Wei zaśpiewał utwór "Asian Mighty Winds" podczas ceremonii otwarcia Igrzysk azjatyckich w 1990 w Pekinie.
8 sierpnia 2008 zaśpiewał wraz z brytyjską artystką Sarah Brightman piosenkę "You and Me" na ceremonii otwarcia Letnich Igrzysk Olimpijskich 2008.